# Michael von Newlinsky
Michael von Newlinsky (Viena, 21 de junho de 1891 – Berlim, 14 de agosto de 1964) foi um ator de cinema austríaco, que atuou em vários papéis coadjuvantes durante sua carreira, em filmes como Die Büchse der Pandora (1929), de Georg Wilhelm Pabst.

## Filmografia selecionada
- 1928: Die Republik der Backfische
- 1928: Vom Täter fehlt jede Spur
- 1929: Der Bund der Drei
- 1929: Die Büchse der Pandora
- 1945: Die Jahre vergehen
- 1951: Schwarze Augen
- 1952: Der bunte Traum
- 1953: Geheimakten Solvay
- 1953: Die Unbesiegbaren
- 1953: Anna Susanna